# ستاد إل ساردينيرو
ستاد إل ساردينيرو (بالإسبانية: Campos de Sport de El Sardinero (1988))‏، (يعرفُ اختصاراً بـ"إل ساردينيرو")، هو ملعب كرة قدم إسباني، يقع في سانتاندير، إسبانيا. تأسس في 20 غشت 1988، يَتَّسع لـ22,222 مقعد. وهو الملعب الرئيسي التي تخوض فيه راسينغ سانتاندير مبارياتها.